# Анна Петербургская
Анна Петербургская (настоящее имя Анна Ивановна Лукашёва или Пашкова, вымышленная фамилия Лашкина, год рождения неизвестен, скончалась 01.07.1853, Санкт-Петербург) — православная юродивая Христа ради, девица дворянского происхождения, подвизавшаяся в Санкт-Петербурге в первой половине XIX века.

## Жизнеописание

### Ранние годы
Анна Ивановна происходила из интеллигентной семьи и образование получила в одном из женских институтов Санкт-Петербурга, однако её настоящая фамилия точно не установлена: по одним сведениям она была дочерью генерала Лукашёва, по другим — принадлежала к старинному дворянскому роду Пашковых, училась в Императорском воспитательном обществе благородных девиц (впоследствии Смольный институт), на Николаевской половине, и после окончания курса была произведена во фрейлины Императрицы Екатерины II. Так или иначе, но почти все показания современников юродивой, собранные протоиереем Смоленско-кладбищенской церкви о. Евгением Рахманиным, свидетельствуют в пользу её принадлежности если не к высшему обществу, то к интеллигентной, дворянской семье.
После окончания института Анна стала выходить в свет, где познакомилась, а потом полюбила одного гвардейского офицера,
ответившего ей взаимностью. Анна стала готовиться к замужеству, но офицер неожиданно переменил свои намерения и женился на другой девушке. Это настолько потрясло Анну Ивановну, что она порвала все связи с обществом и уехала из Санкт-Петербурга, оставив родных, друзей и знакомых. В течение последующих нескольких лет вестей о ней не было никаких, в Санкт-Петербурге никто не знал, где она жила и чем занималась.

### Возвращение в Петербург
Вернулась Анна Ивановна в Санкт-Петербург уже юродивой, в рубище, с палкой и большим мешком за спиной, куда она складывала подаяния, которые потом раздавала бедным; если подаяния заканчивались, Анна складывала в мешок камни и таскала с собой. На голове она носила белый чепец, покрытый ситцевым платком, завязанным сзади.
Постоянного места жительства она не имела и, как и Ксения блаженная, целыми днями бродила по городу. Часто её видели в районе Сенной площади, в Гостином дворе. Иногда Анна заходила в пансионы и институты, чтобы пообщаться с воспитанницами, поражая всех свободным владением немецким и французским языками. Жила и ночевала она часто на Сенной площади в квартире торговца меховыми товарами и домовладельца г. Петухова или в квартирах протоиерея Спасо-Сенновской церкви и кавалера о. И. И. Иванова, священника той же церкви Чулкова Василия Егоровича (Георгиевича) или в квартире сирот диакона Спасо-Сенновской церкви Березайских; у них она впоследствии и скончалась.
Г. Петухов, по-видимому, относился к юродивой с большим уважением, поскольку она была восприемницей его детей, он же сочинил посмертную надпись на могиле «престарелой девицы» Анны, дошедшую и до настоящего времени (XXI в., 2010-е годы). Одна из крестниц Анны помнила свою крёстную и заказывала панихиды на её могиле уже в начале XX века. Почитанием и любовью Анна пользовалась и у простого народа, у чернорабочих, приказчиков и купцов и у духовенства, считавшего её не грубой грязной нищенкой, а юродивой Христа ради.

### Дар прозорливости
Анна Ивановна охотно и много общалась с окружавшими, так что вскоре стали замечать у неё дар прозорливости:
- она точно указывала, кто скоро женится или выйдет замуж. Бывали и обратные ситуации: одной девушке Анна повязала на голову розовую ленту и сказала, что всю жизнь она будет «розовым бутоном»; девушка поняла предсказание юродивой только через много лет, в преклонном возрасте, когда всю жизнь прожила в девицах и замуж не вышла;
- будучи в Александро-Невской лавре, Анна встретила молодого учёного архимандрита Нафанаила и, подойдя под его благословение, затем предсказала, что он будет епископом. Вскоре его действительно возвели в сан епископа, и он в 1849 году стал Санкт-Петербургским викарием. Епископ вспомнил предсказание юродивой и в знак благодарности выправил ей, как не имеющей никаких документов, бумаги на вымышленную фамилию и звание: дочери умершего работника медицинского ведомства Ивана Лашкина. Это позволило определить её сначала в духовную богадельню при Волковском православном кладбище, а потом в богадельню при Большеохтинском православном кладбище. Но Анна не ужилась с богаделенками: часто делала резкие наставления, шумела, кричала, вмешивалась в их ссоры, так что вскоре ко взаимному удовлетворению вернулась на Сенную площадь, к своим добрым знакомым;
- протоиерей Покровской коломенской церкви о. Гавриил Иоаннович Михайлов хорошо знал Анну Ивановну и по какой-то причине недолюбливал её, позволяя себе, хотя и в шутку, говорить ей колкости. На одну из таких колкостей Анна отреагировала предсказанием, что, когда она отойдёт ко Господу, отец Гавриил проживёт после неё не более недели. И в другой раз она сказала то же самое. Так и вышло: 1 июля 1853 года Анна скончалась, а о. Гавриил в тот же день заболел холерой и закончил земной путь 3 июля;
- одному из выпускников Санкт-Петербургской семинарии Анна подала палку и сказала «возьми, тебе пригодится»[5]. И прошло много времени, когда, будучи назначенным полковым священником, этот выпускник понял, что юродивая предсказала ему кочевую жизнь;
- Протоиерей И. И. Иванов и особенно его супруга Анна Семёновна, будучи бездетными, часто горевали об этом. Один раз они жаловались Анне Ивановне, что, не имея детей, они считают свою жизнь бесцельной. Наконец, Анна прервала их, сообщив что, вот, Господь не давал им детей, а скоро даст, и девочка будет какая хорошая. Через некоторое время отцу Иоанну подкинули новорожденную девочку, которую супруги удочерили, окрестили и назвали в честь Анны Ивановны. Девочка была её любимицей, но тем не менее, юродивая и её заставляла шить одежду для бедных из ситца, который она приносила. Позже юродивая предсказала взрослой уже девушке далёкий путь и разлуку. И действительно, девушка вышла замуж за профессора Духовной семинарии, получившего назначение за границу, в одну из посольских церквей. Молодые уехали и больше уже ни Анна Ивановна, ни приёмные родители с ней не встретились;
- часто юродивая наделяла людей копейкой как символом материального прибытка и достатка: об этом просили её извозчики, отказываясь даже от пятиалтынных; помогла копейка как-то и чиновнику Правительствующего Сената Е. В. Орлову, сокращённому по службе и жившему до этого на одно жалованье: дойдя уже до крайней бедности вместе со своим многочисленным семейством и тщетно пытаясь устроиться на службу, он вдруг был назначен на хорошее место в одном из министерств, а жена, перед этим получившая копейку и словесное ободрение от какой-то оборванной старушки на одной из улиц Васильевского острова, узнала потом, что старушка эта была Анна Ивановна;
- были и другие случаи, они собраны о. Евгением Рахманиным в его брошюре.

### Приготовления к отходу ко Господу
Незадолго до своей кончины Анна Ивановна взяла гробовой покров, пришла на Смоленское православное кладбище и пригласила настоятеля Смоленско-кладбищенской церкви о. Василия Лавровича Лаврова отслужить панихиду по Рабе Божией Анне, то есть по самой себе на месте, где она расстелит покров, после чего похоронить её на этом самом месте, «в одной могиле со своей матушкой». Покров этот она потом пожертвовала в Смоленскую церковь, для использования при погребении бедных покойников.
Дар прозорливости проявился и здесь: прощаясь, Анна Ивановна говорила, что будут просить похоронить её не там, где она хотела, но о. Василий Лавров знает место и исполнит её просьбу. Действительно, монахини одного из женских монастырей приходили к ней, чтобы она дала согласие упокоиться в монастыре на любом месте, какое только ни пожелает, преосвященный Нафанаил хотел совершить погребение в Александро-Невской лавре, а преосвященный Игнатий — в Сергиевой пустыни. Но, когда юродивая скончалась, никто не посмел нарушить её воли и она упокоилась там, где указала. Это место отмечено на плане кладбища от 1900 года за подписью архитектора Валентина Демяновского, а также на планах 1913, 1914, 1917 гг., приложенных к изданию А. С. Суворина «Весь Петербург» и «Весь Петроград», надписью «Анны Юродивой», рядом с Полкановской и Аннинской дорожками.

### Погребение
Известие о кончине Анны Ивановны мгновенно разнеслось по Сенной площади, а оттуда по всему городу; сотни и тысячи людей разных званий и сословий пожелали проститься, поэтому гроб с усопшей из тесной квартиры Березайских был перенесён в Спасо-Сенновскую церковь, где 2, 3 и 4 июля проходило прощание. 5 июля, в день отпевания и погребения поток людей ещё более усилился. Отпевал Анну протоиерей Спасо-Сенновской церкви Андрей Окунев.
После отпевания гроб с телом Анны Ивановны в сопровождении тысяч провожающих понесли на Смоленское православное кладбище. На углу Большого проспекта и 17-й линии процессия встретилась с крестным ходом, который после молебствия об избавлении от холеры направлялся в Гавань. Преосвященный Смарагд остановил крестный ход и простился с Анной Ивановной, возгласив «Вечную память». К процессии присоединились и жители Васильевского острова, так что народу на кладбище было не меньше, чем в день Смоленской иконы Божией матери (40 — 50 тыс. чел.). Прощальную речь на могиле произнёс священник Смоленско-кладбищенской церкви о. Александр Эвенхов.

## Могила юродивой
В 1890-х она представляла собой простую насыпь, обложенную дёрном, как полагалось в то время, и накрытую сверху плитой со следующей надписью:
Во имя Отца и Сына и Святаго Духа. Аминь. На семъ мѣстѣ погребено тѣло рабы Божiей Анны Ивановны Лашкиной, престарѣлой дѣвицы, прожившей въ юродствѣ Христа ради. Я зналъ ее болѣе 30 летъ и была въ одномъ положенiи. Скончалась iюля 1 дня 1853 года.
В изголовье был установлен увешанный иконами дубовый крест, перед ним теплилась лампадка. Насыпь приходилось делать вновь каждый год, потому что посетители разбирали всю землю как лекарство от болезней. В самом конце XIX в. одна дама, почитательница Анны Ивановны, организовала денежный сбор и просила настоятеля протоиерея о. П. А. Матвеевского на собранные деньги устроить часовню. Просьба дамы была удовлетворена: могилу обновили, установили новый дубовый крест с неугасимой лампадой, плиту оставили прежнюю, сверху могилы поставили железную решетчатую часовню с внутренними стеклянными рамами. Почитатели принесли несколько покровов, венков, крестиков и икон, коими украсили могилу и стены часовни. Через пять лет число паломников значительно увеличилось, поэтому часовню на средства посетителей расширили. Могилу облицевали цокольным камнем, сверху положили прежнюю плиту, а в северной части часовни пробили отверстие так, чтобы посетители могли брать землю.
На восточной стороне повесили большую картину-икону Распятия Христова, а по бокам две иконы поменьше: Воскресения Христова и Николая Угодника. Перед иконами установили большой подсвечник с неугасимой лампадой, чтобы прихожане могли зажигать и ставить свечи. Число посетителей увеличилось и часовню стали оставлять открытой, около неё дежурили богаделенки и продавались свечи и иконки.
В 1917 году, после Октябрьской революции, Русская православная церковь была отделена от государства, а в 1918 году церковное имущество было национализировано и стало «народным достоянием». В 1918 году кладбище передано советскими властями в ведение Комиссариата городских хозяйств (КОМГОРХОЗ) Союза коммун Северной области.
Часовня-усыпальница Анны Ивановны наряду с другими кладбищенскими объектами была арендована 26 мая 1919 года настоятелем Смоленской церкви протоиереем Алексеем Иосифовичем Западаловым и тридцатью девятью прихожанами «тихоновской» (то есть сторонников патриарха Тихона) общины, подписавшими договор об аренде с Василеостровским Советом рабочих и крестьянских депутатов.
С 1922 года церковные здания и прочее имущество по всей стране стали захватывать обновленцы и советская власть в данный исторический период стала на их сторону, поэтому попытки «староцерковников» вернуть захваченное через суд обычно оказывались безуспешными; Смоленское кладбище не явилось исключением, и к концу 1927 года все храмы Смоленского кладбища остались за обновленцами, хотя приверженцам старой церкви (Московского патриархата) до середины 1930-х гг. разрешалось там служить молебны и совершать требы.
В 1935 году часовня ещё существовала, поскольку активистка общества «Старый Петербург — Новый Ленинград» С. В. Поль упомянула «часовню Анны Праведной» в своей записи о состоянии исторических кладбищ и, в частности, памятника проф. живописи К. Д. Флавицкого, который находился как раз прямо напротив часовни, на северной стороне Аннинской дорожки — на плане из адресного справочника Суворина 1914 г. он обозначен номером 84.
Возможно, что часовня пережила Великую Отечественную войну и сохранялась ещё в начале 1950-х гг., если учесть сведения, представленные в книге под редакцией настоятеля Смоленской церкви Евгения Шогенова о том, что в 1951 году в резолюции митрополита Ленинградского и Новгородского Григория от 16.08.1951 сообщается, в частности, что «помимо часовни „Ксении Блаженной“ была приукрашена неизвестными людьми и другая часовня „Блаженной Анны“, около которой служатся панихиды» и о том, что в этом же году староста Смоленской церкви А. А. Волынин имел намерение о ремонте часовни на могиле блаженной Анны, но получил отказ от уполномоченного райисполкома и после возникновения в связи с этим конфликта был уволен «по состоянию здоровья».

## Случаи чудесной помощи после отхода ко Господу
Священник Смоленско-кладбищенской церкви о. Стефан Иванович Опатович в обеих своих статьях, посвящённых церкви и кладбищу, от 1873 и 1875 гг. даёт описание жизненного пути Анны Ивановны, отмечая тот факт, что могила часто посещается и почитатели юродивой берут землю из-под её плиты как средство от болезней, при этом в статье 1873 года прибавляет: «но о чудесах пока ещё не слышно».
Протоиерей Смоленско-кладбищенской церкви о. Евгений Рахманин задокументировал два случая чудесной помощи от рабы Божией Анны:
- исцеление немощи телесной: девочка страдала из-за неверия своего отца и, будучи уже нескольких лет от роду, никак не могла встать на ноги и пойти. Как-то раз ей во сне явилась какая-то грязная оборванная старушка с палкой (Анна Ивановна), говорила сердито, а лицо доброе, и просила девочку вразумить своего неверующего отца, тогда, мол, я тебя вылечу. Позже Анна Ивановна явилась во сне и матери девочки, говоря то же самое; отец не мог уже противостоять своим домашним, религиозное чувство в нём проснулось, он стал усердно молиться. С женой они поехали на Смоленское к Анне, а по возвращении встретили свою дочь, идущую, хотя и с трудом и опираясь на руку няни, им навстречу;
- исцеление немощи духовной: маловерующий гимназист, один из сыновей умершего протоиерея города Измаила о. Андрея П….ва смеялся над своей тётей, почитающей юродивую Анну и блаженную Ксению, говоря, что «ныне Анны не в моде». Однако как-то раз прибежал он к тёте в 3 часа ночи бледный, трясущийся и с требованием отвезти его тотчас же на Смоленское, поскольку ему постоянно стало сниться, что он идёт по кладбищу, а навстречу странная женщина, стучит палкой и говорит: «Зачем ты смеешься надо мной? … Сейчас же иди ко мне, проси прощения, а не то худо будет тебе». Утром поехали на кладбище и гимназист сразу нашёл часовню, из которой в его снах выходила эта странная женщина, хотя до этого никогда на Смоленском не был и часовни не знал. Заказали панихиду, служил о. Алексей Измайлов[6]. Юноша никак не мог настроить себя на молитвенный лад, метался, то обратившись к могиле, то отстраняясь от неё и отворачиваясь от священника. Панихида закончилась, юноша всё ещё не мог успокоиться, затем вдруг застыл над могилой, после чего мирно изъявил желание исповедаться, а на завтра, даст Бог, и причаститься Его Св. Тайн. Всё это он исполнил, и с этого времени стал другим человеком, считая долгом каждый праздник быть в церкви.

## Память
В честь Анны дорожку на кладбище, где была могила и часовня юродивой, назвали её именем — Аннинская. Часовня и могила не сохранились; в память Анны был устроен кенотаф на площадке с другими юродивыми и мучениками недалеко от часовни Ксении к западу, на Блоковской дорожке. Кенотаф представляет собой бетонную раковину с металлическим крестом, выкрашенным серебряной краской и с табличкой с надписью в современной орфографии, цитирующей текст XIX века.
Живёт и память об истинном месте захоронения юродивой Анны: по состоянию на 23.07.2024 на кресте безымянной ныне могилы в ограде, находящейся на углу южной стороны Аннинской и западной стороны Полкановской дорожек, укреплена овальная табличка с надписью: «Блаженная Анна моли Бога о нас».
Блаженную Анну помянули на Юбилейной конференции в честь 250-летия освящения главного придела храма Успения Пресвятой Богородицы (Спаса на Сенной), состоявшейся 5 декабря 2015 года в духовно-просветительском центре «Спасский»; рассказала о ней Анастасия Жукова.
В 2015 году по благословению митрополита Санкт-Петербургского и Ладожского Варсонофия был снят публицистический фильм «Барышня-странница», продюсером картины выступил депутат Законодательного Собрания Петербурга Константин Смирнов. Автор сценария, режиссёр и ведущий Николай Шеляпин. Режиссёр-постановщик и оператор Иван Тышко.

## Галерея

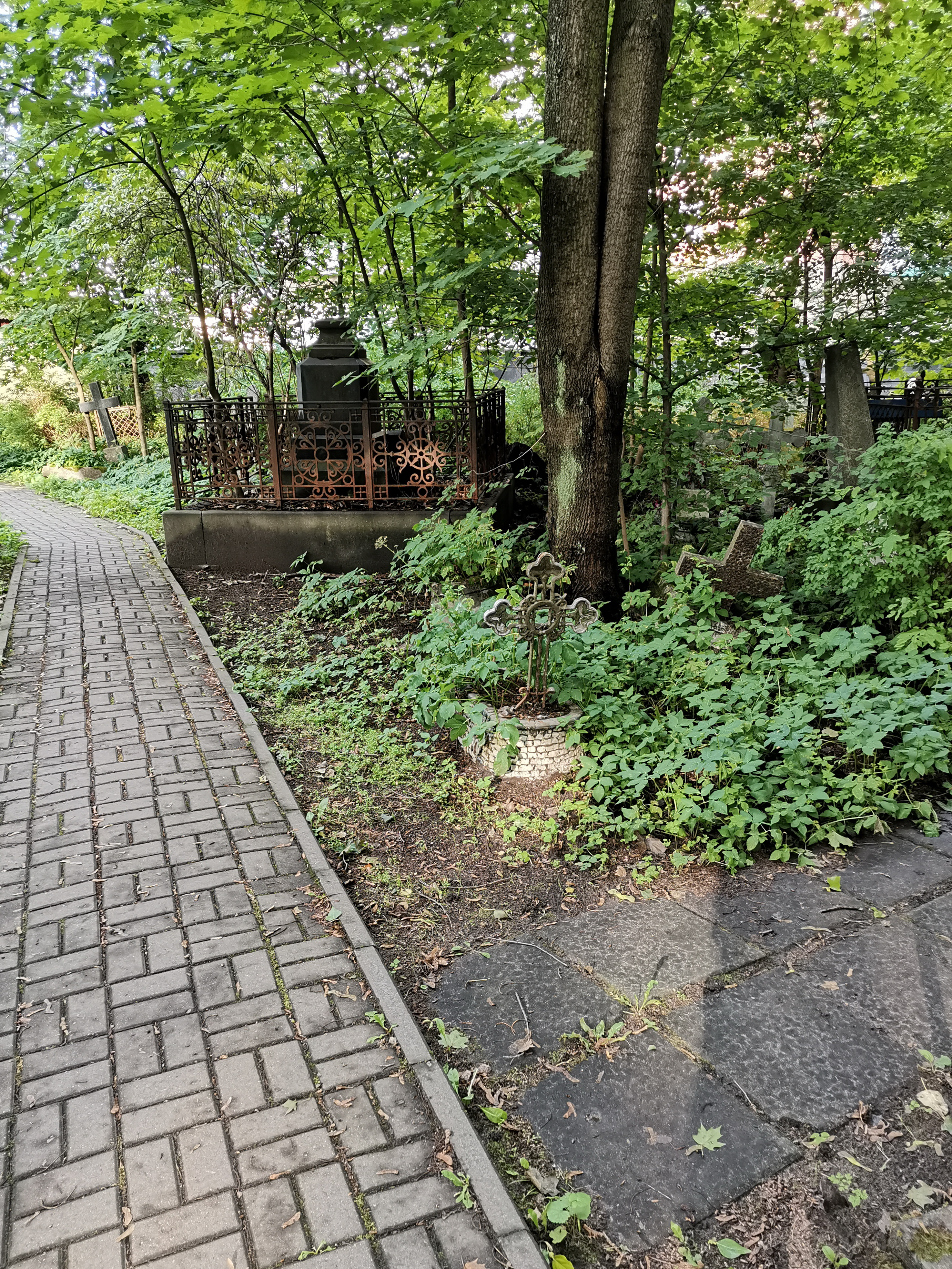
Место, где была могила и часовня, 08.08.2021
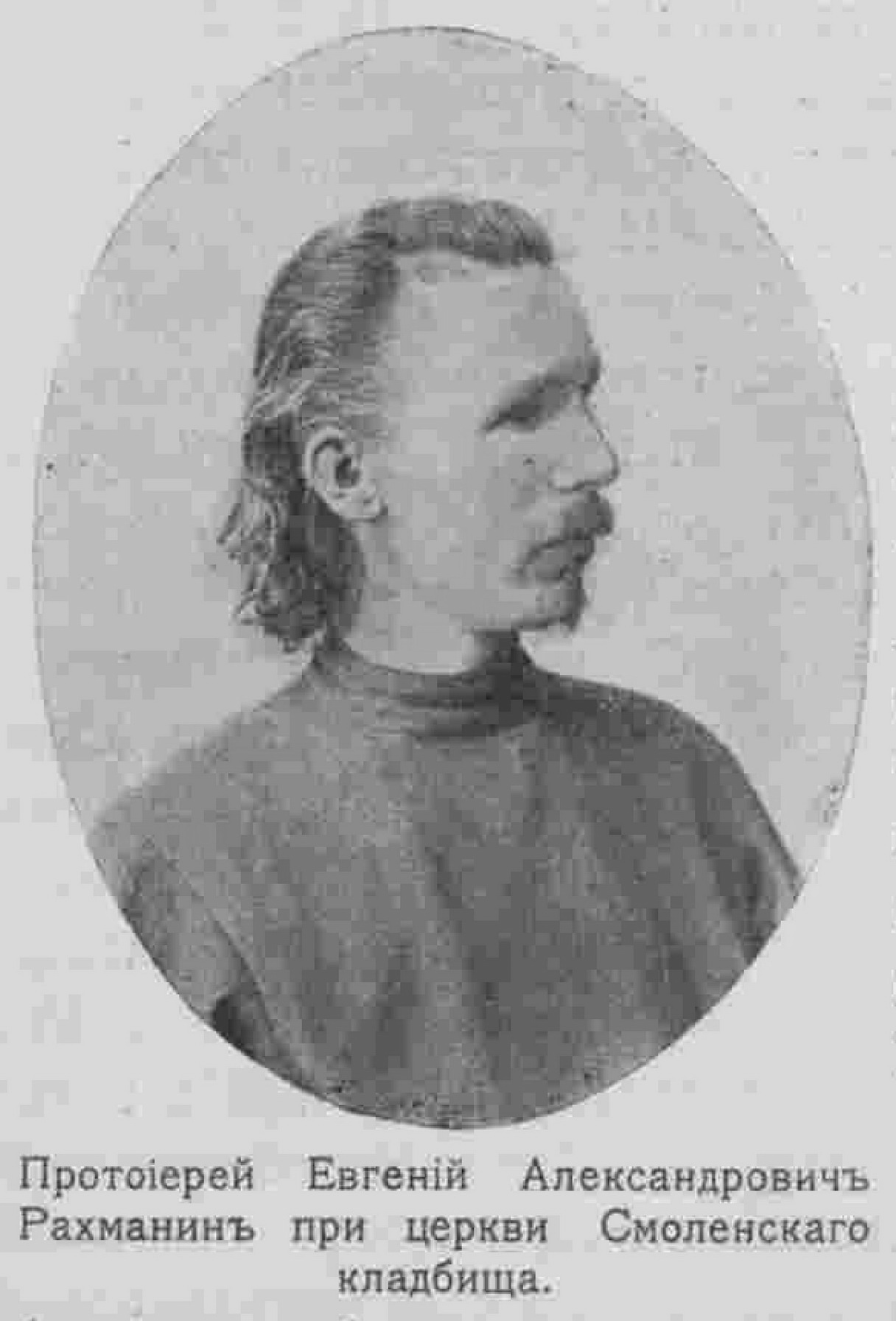
Протоиерей Е. А. Рахманин
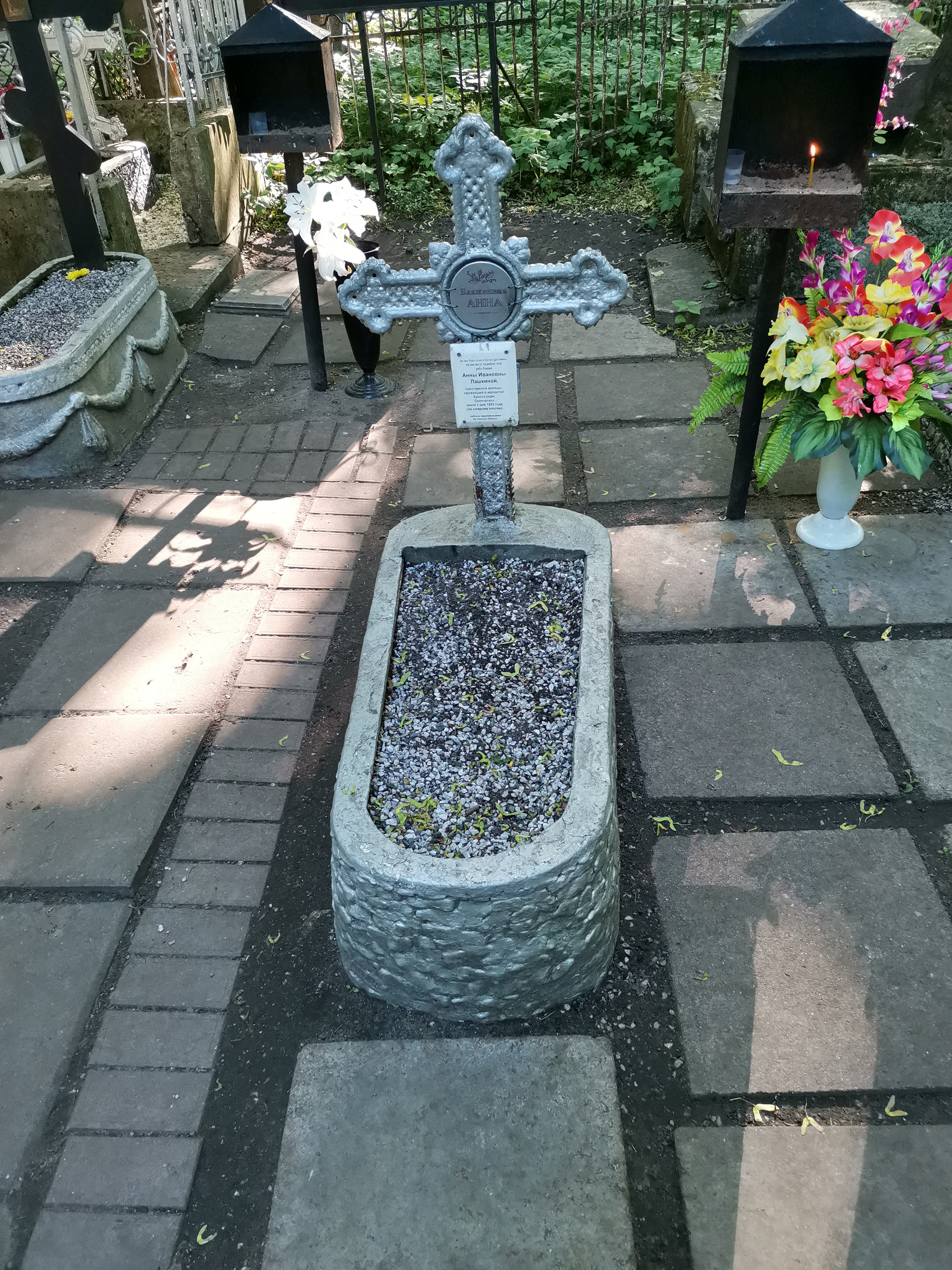
Кенотаф на Блоковской дор., 03.06.2019
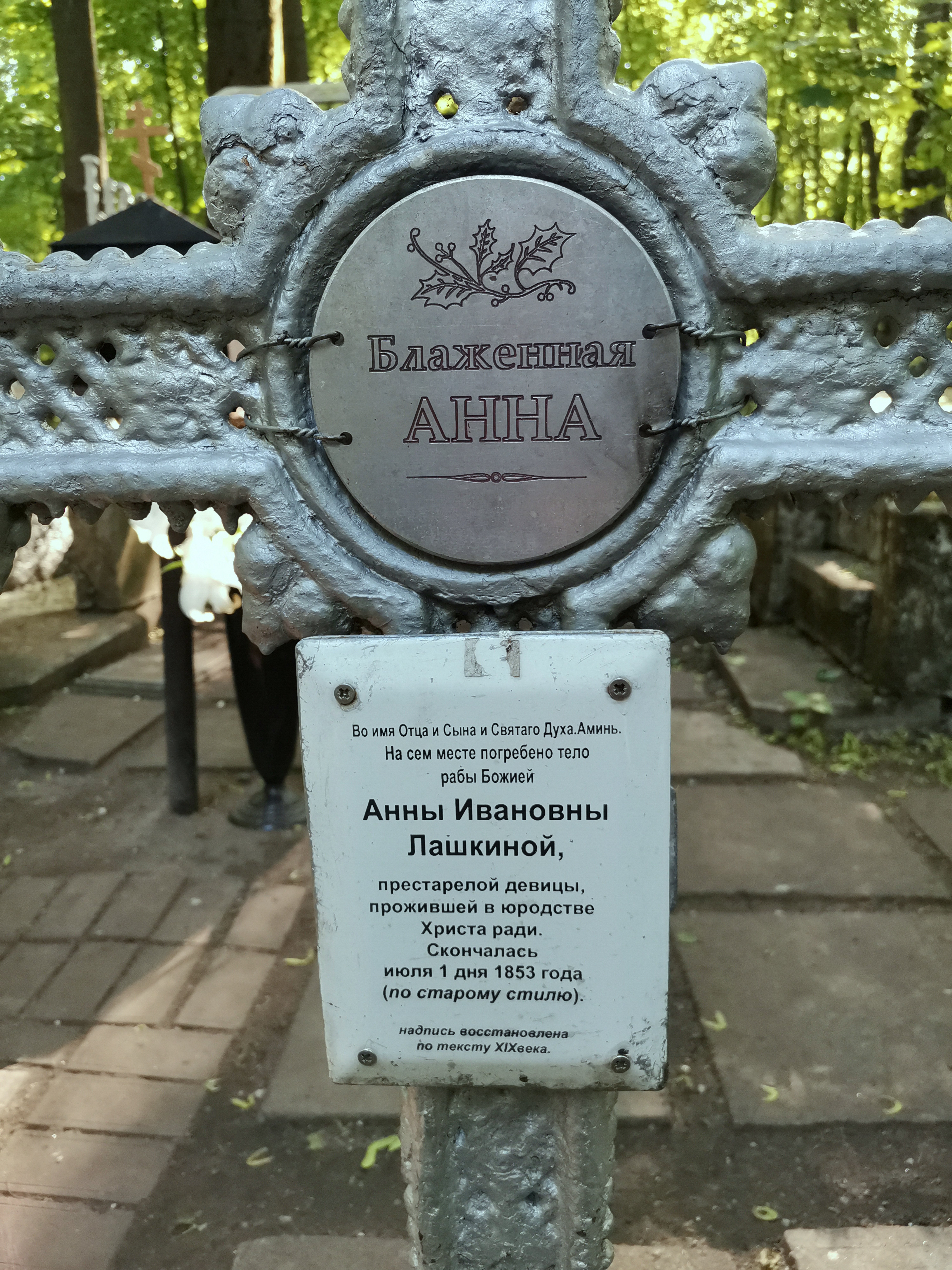
Надпись на кенотафе Анны, 03.06.2019
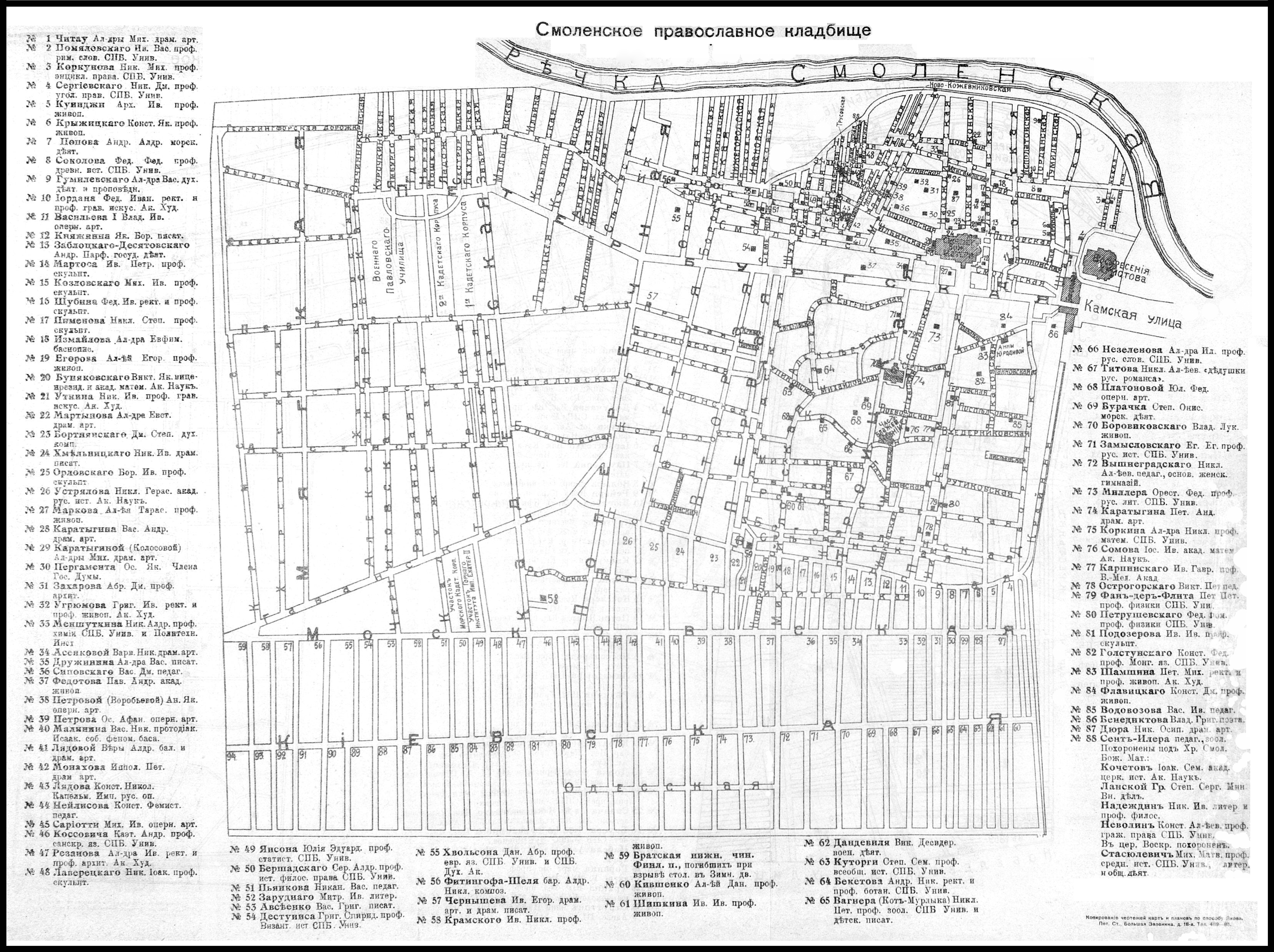
План кладбища 1914 года
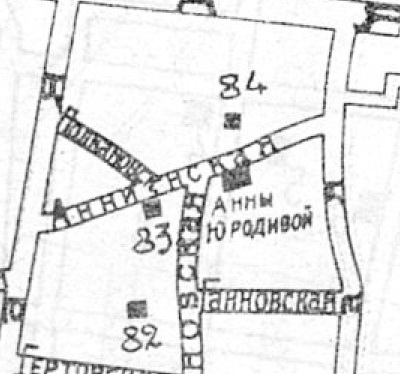
Участок на плане кладбища 1914 года
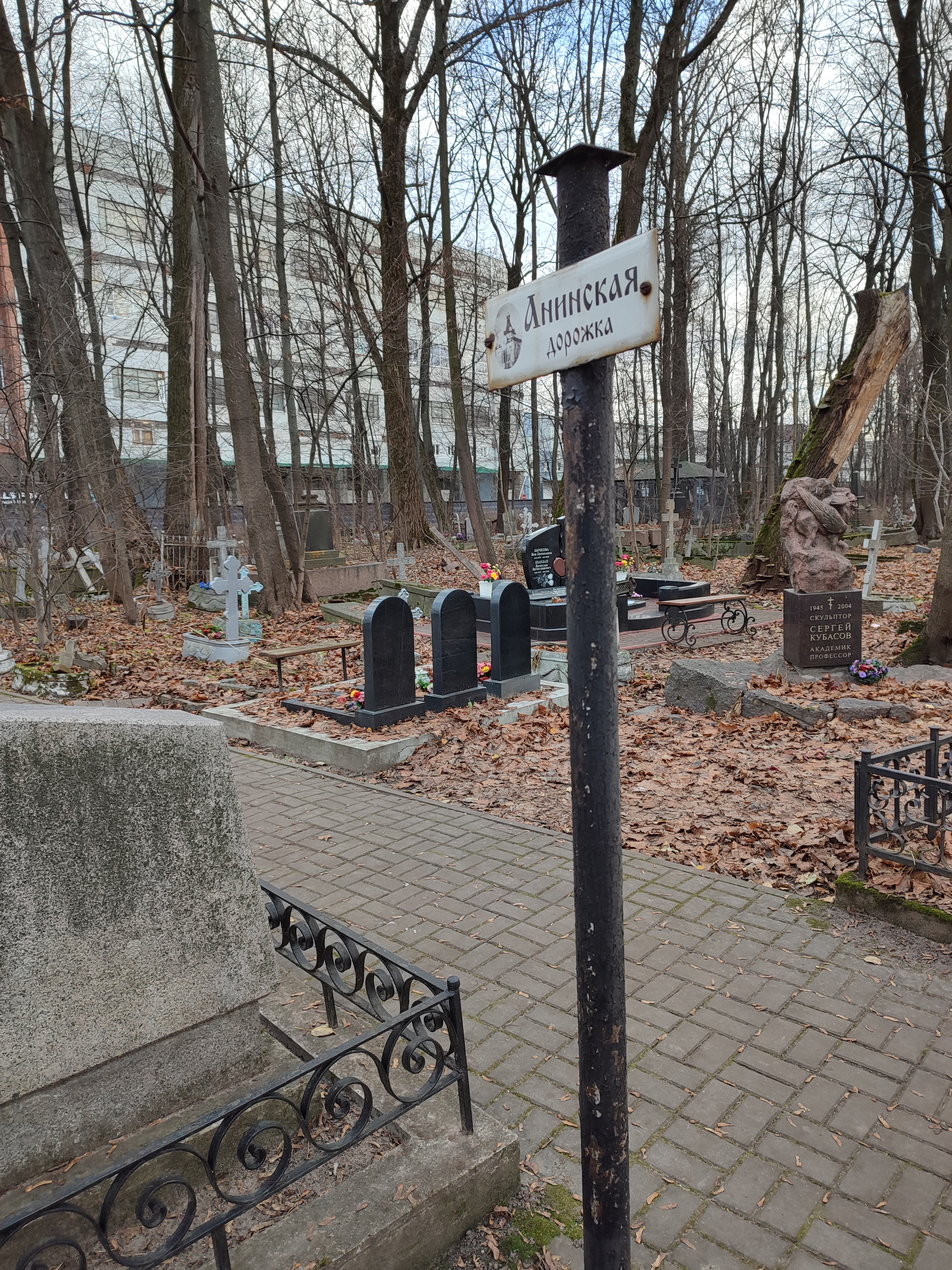
Табличка на Аннинской дорожке
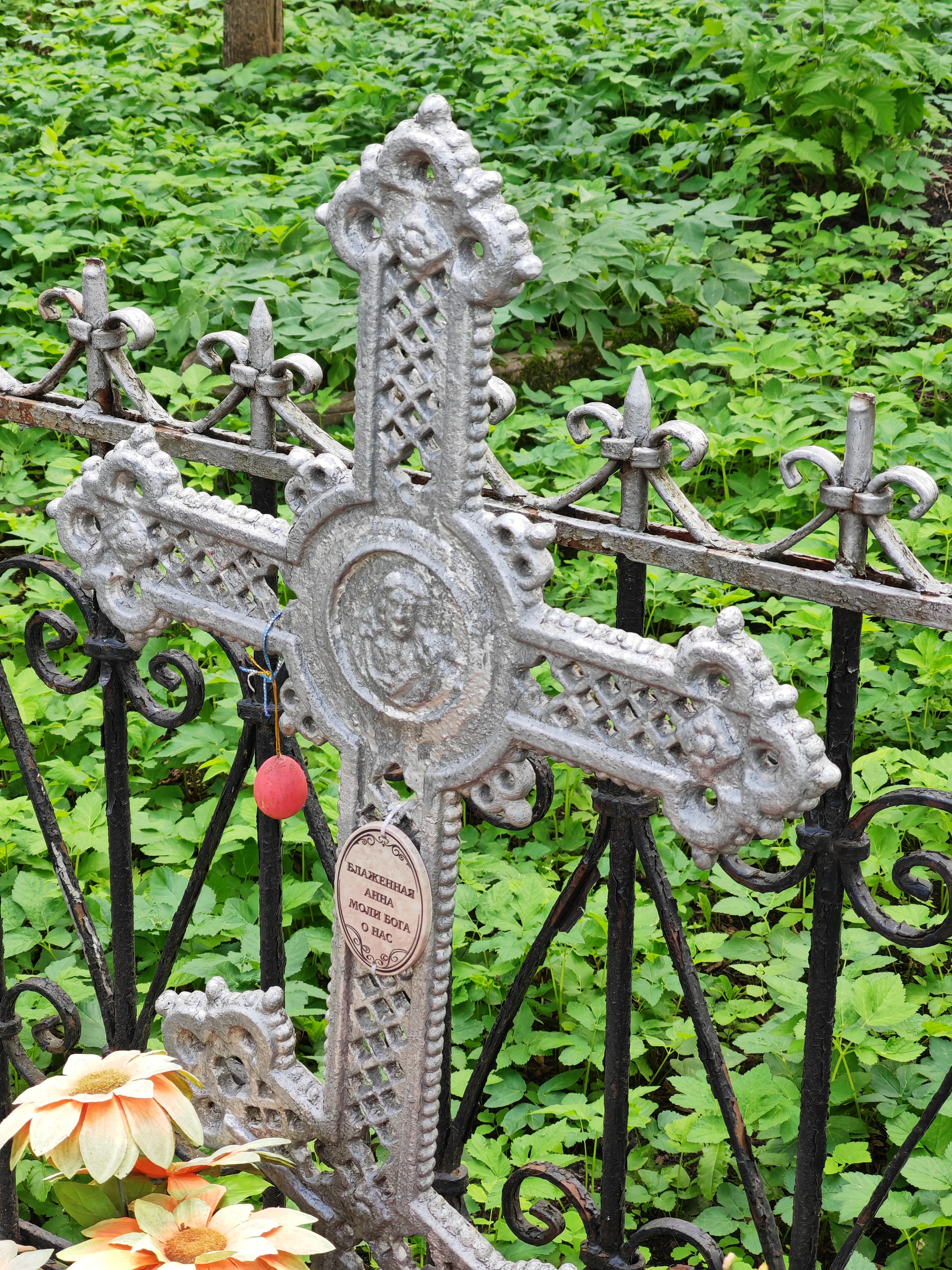
Крест с памятной табличкой